# Ciclismo ai Giochi della XXXII Olimpiade - Cross country femminile
La gara di cross country femminile dei Giochi della XXXII Olimpiade si è svolta il 27 luglio 2021 in Giappone su un percorso di 24,40 km all'Izu MTB Course situato a Izu, nella prefettura di Shizuoka. Alla gara hanno preso parte 38 atlete; la vincitrice è stata la svizzera Jolanda Neff.

## Programma
Tutti gli orari sono UTC+9.
| Data                    | Ora   | Turno  |
| ----------------------- | ----- | ------ |
| Martedì, 27 luglio 2021 | 12:00 | Finale |

## Percorso
Le cicliste affrontano un percorso di 24,40 km all'Izu MTB Course, composto da un primo giro di 1,3 km e poi sei giri da 4,1 km.

## Squadre e corridori partecipanti
Alla competizione hanno partecipato 38 cicliste di 29 nazioni. Le prime due nazioni del ranking UCI di cross country (Svizzera e Stati Uniti) hanno schierato tre atlete, le nazioni dalla terza alla settima posizione due atlete, le nazioni dall'ottavo al ventunesimo posto un'atleta, come anche le altre otto nazioni in gara.

## Ordine d'arrivo
| Pos. | N. gara | Ciclista               | Nazione       | Tempo   | Distacco |
| ---- | ------- | ---------------------- | ------------- | ------- | -------- |
|      | 4       | Jolanda Neff           | Svizzera      | 1:15:46 |          |
|      | 7       | Sina Frei              | Svizzera      | 1:16:57 | +1:11    |
|      | 19      | Linda Indergand        | Svizzera      | 1:17:05 | +1:19    |
| 4    | 33      | Kata Blanka Vas        | Ungheria      | 1:17:55 | +2:09    |
| 5    | 3       | Anne Terpstra          | Paesi Bassi   | 1:18:21 | +2:35    |
| 6    | 5       | Loana Lecomte          | Francia       | 1:18:43 | +2:57    |
| 7    | 14      | Evie Richards          | Gran Bretagna | 1:19:09 | +3:23    |
| 8    | 9       | Yana Belomoyna         | Ucraina       | 1:19:40 | +3:54    |
| 9    | 15      | Haley Batten           | Stati Uniti   | 1:20:13 | +4:27    |
| 10   | 1       | Pauline Ferrand-Prévot | Francia       | 1:20:18 | +4:32    |
| 11   | 12      | Anne Tauber            | Paesi Bassi   | 1:20:18 | +4:32    |
| 12   | 30      | Malene Degn            | Danimarca     | 1:20:34 | +4:48    |
| 13   | 27      | Caroline Bohé          | Danimarca     | 1:20:57 | +5:11    |
| 14   | 11      | Jenny Rissveds         | Svezia        | 1:21:28 | +5:42    |
| 15   | 6       | Kate Courtney          | Stati Uniti   | 1:22:19 | +6:33    |
| 16   | 17      | Daniela Campuzano      | Messico       | 1:22:50 | +7:04    |
| 17   | 10      | Janika Lõiv            | Estonia       | 1:23:17 | +7:31    |
| 18   | 20      | Catharine Pendrel      | Canada        | 1:23:47 | +8:01    |
| 19   | 25      | Ronja Eibl             | Germania      | 1:23:59 | +8:13    |
| 20   | 21      | Maja Włoszczowska      | Polonia       | 1:24:25 | +8:39    |
| 21   | 23      | Tanja Žakelj           | Slovenia      | 1:24:38 | +8:52    |
| 22   | 22      | Jitka Čábelická        | Rep. Ceca     | 1:25:00 | +9:14    |
| 23   | 31      | Sofía Gómez Villafañe  | Argentina     | 1:25:13 | +9:27    |
| 24   | 28      | Candice Lill           | Sudafrica     | 1:26:20 | +10:34   |
| 25   | 8       | Eva Lechner            | Italia        | 1:26:26 | +10:40   |
| 26   | 18      | Rocío del Alba García  | Spagna        | 1:26:32 | +10:46   |
| 27   | 34      | Raquel Queirós         | Portogallo    | 1:27:46 | +12:00   |
| 28   | 2       | Rebecca McConnell      | Australia     | 1:30:29 | +14:43   |
|      | 29      | Haley Smith            | Canada        |         | LAP      |
|      | 36      | Viktoria Kirsanova     | ROC           |         | LAP      |
|      | 24      | Erin Huck              | Stati Uniti   |         | LAP      |
|      | 26      | Elisabeth Brandau      | Germania      |         | LAP      |
|      | 13      | Githa Michiels         | Belgio        |         | LAP      |
|      | 38      | Yao Bianwa             | Cina          |         | LAP      |
|      | 32      | Jaqueline Mourão       | Brasile       |         | LAP      |
|      | 37      | Michelle Vorster       | Namibia       |         | LAP      |
|      | 35      | Miho Imai              | Giappone      |         | LAP      |
|      | 16      | Laura Stigger          | Austria       | DNF     |          |